# Archibald Macintyre
Archibald Macintyre   (Sheffield, 3 de juliol de 1908 - Cincinnati, 4 d'agost de 1967) va ser un matemàtic britànic.

## Vida i Obra
Macintyre es va educar a l'escola secundària de Sheffield fins al 1926, quan va ingressar al Magdalene College de la universitat de Cambridge, on es va graduar en matemàtiques el 1929. Aquest mateix any va encetar treballs de recerca sobre funcions meromorfes sota la direcció d'Edward Collingwood, qui li va dirigir la seva tesi doctoral el 1933. El curs 1930-31 va donar classes a la universitat de Swansea i el 1931 va ser nomenat professor de la universitat de Sheffield, en la qual va romandre fins al 1936 quan va ser nomenat professor del King's College d'Aberdeen (actualment universitat d'Aberdeen). El 1940 es va casar amb, la també matemàtica, Sheila Scott amb qui compartia interessos de recerca. El 1958 la parella va rebre una oferta per a ser professors visitants a la universitat de Cincinnati i l'any següent van renunciar tots dos als seus llocs a Aberdeen per romandre a Cincinnati. Malauradament, el 1960 va morir Sheila d'un càncer, pèrdua que va afectar profundament Macintyre. A partir de 1963 va ser catedràtic a Cincinnati, on va morir el 1967.
La seva producció científica consta d'una quarantena d'articles. Macintyre va fer contribucions significatives a la teoria de les funcions complexes i va tenir interessos amplis i profunds en l'anàlisi matemàtica i en les matemàtiques aplicades, incloses l'aerodinàmica, la dinàmica de fluids i altres camps relacionats. Va mantenir una intensa correspondència amb el matemàtic català Ferran Sunyer i Balaguer.